# Esteve Benet
Biografia
Esteve Benet va ser un mestre de capella i organista important a la parròquia de Sant Esteve d’Olot entre 1652 i 1680. No hi ha documents que confirmaran amb seguretat les dates de naixement i mort. D’acord amb la recerca de Francesc Civil, Benet va prendre el seu càrrec després de Joan Verdalet i va compartir la direcció de la capella de música amb l'organista Francesc Batlle. Va ser responsable de la música litúrgica durant un temps amb molta activitat musical.
Formació i Activitat Professional
Esteve Benet va ser mestre de capella i organista a la parròquia de Sant Esteve d’Olot. Va compartir la responsabilitat d'organista amb el mossèn Baile fins que aquest va morir l’any 1679. Al 1680, Jaume Sala va prendre el lloc de mestre de capella quan Benet va marxar de la direcció de la capella. No obstant això, Benet es va mantenir vinculat a l’església, ja que el 1681 va iniciar un litigi contra l'organista Gabriel Nadal, acusant-lo de no fer bé la seva feina; però aquesta acusació podria haver estat motivada per interessos econòmics i la poca edat de Nadal.